# Walijska Partia Pracy
Walijska Partia Pracy (en. Wales Labour Party, cy. Llafur Cymru) jest częścią brytyjskiej Partii Pracy działającą na terenie Walii. Jest największą z walijskich partii. Obsadza obecnie 27 z 32 walijskich miejsc w brytyjskiej Izbie Gmin oraz 30 z 60 miejsc w Walijskim Zgromadzeniu Narodowym.
Liderzy Walijskiej Partii Pracy
- 1999 : Ron Davies
- 1999–2000 : Alun Michael
- 2000–2009 : Rhodri Morgan(inne języki)
- 2009–2018 : Carwyn Jones
- 2018–2024 : Mark Drakeford(inne języki)
- 2024 : Vaughan Gething
- od 2024 : Eluned Morgan